# Julian Korb
Julian Korb (ur. 21 marca 1992 w Essen) – niemiecki piłkarz grający na pozycji obrońcy. Od 2017 roku jest zawodnikiem Hannoveru 96.

## Życiorys
W czasach juniorskich trenował w TuS Preußen Vluyn 09, Hülser SV, DJK/VfL Tönisberg, MSV Duisburg i Borussii Mönchengladbach. W latach 2010–2013 występował w rezerwach Borussii. Od 2011 roku był także członkiem pierwszego zespołu tego klubu. W Bundeslidze zadebiutował 5 maja 2012 w wygranym 3:0 meczu z 1. FSV Mainz 05. Na boisko wszedł w 73. minucie, zmieniając Tolgę Ciğerci. Przed sezonem 2017/2018 odszedł do Hannoveru 96 za około 3 miliony euro.